# کورکون
کورکون (به ترکی آذربایجانی: Kürkün) یک منطقه مسکونی در جمهوری آذربایجان است که در شهرستان قوبا واقع شده است. کورکون ۳۴۹ نفر جمعیت دارد.